# هویلولونی
هویلولونی (به اسپانیایی: Huillolluni) یک کوه در پرو است که در Peru, Cusco Region واقع شده‌است. هویلولونی ۵٬۰۰۰ متر بالاتر از سطح دریا واقع شده‌است.